# Brookings County
Das Brookings County ist ein County im US-amerikanischen Bundesstaat South Dakota. Das U.S. Census Bureau hat bei der Volkszählung 2020 eine Einwohnerzahl von 34.375 ermittelt. Der Verwaltungssitz (County Seat) ist Brookings.

## Geografie
Das von Nord nach Süd vom Big Sioux River durchflossene County liegt im Osten von South Dakota und grenzt an Minnesota. Es hat eine Fläche von 2084 Quadratkilometern; davon sind 27 Quadratkilometer (1,28 Prozent) Wasserfläche. An das Brookings County grenzen folgende Nachbarcountys:
| Hamlin County    | Deuel County |                              |
| Kingsbury County |              | Lincoln County (Minnesota)   |
| Lake County      | Moody County | Pipestone County (Minnesota) |

## Geschichte
Die Geschichte des Countys begann mit einem Gesetz vom 5. April 1862, das die Grenzen des neu zu gründenden Countys aus Teilen des Moody, Lake und Kingsbury Countys festlegte. Die abschließende Organisation der Verwaltung des Countys erfolgte am 13. Januar 1871. Benannt wurde das County nach Wilmot Brookings (1830–1905), einem Pioniersiedler und Abgeordneten in der gesetzgebenden Versammlung des Dakota-Territoriums.
Der erste County Seat wurde Medary.
Im Jahr 1873 wurde das Gebiet wieder etwas verkleinert und die heute noch gültigen Grenzen des Brookings County geschaffen.
1879 wurde die Stadt Brookings gegründet und wurde schnell zu einem neuen Zentrum der Region. Im gleichen Jahr wurde durch eine Wahl Brookings zum neuen County Seat bestimmt.

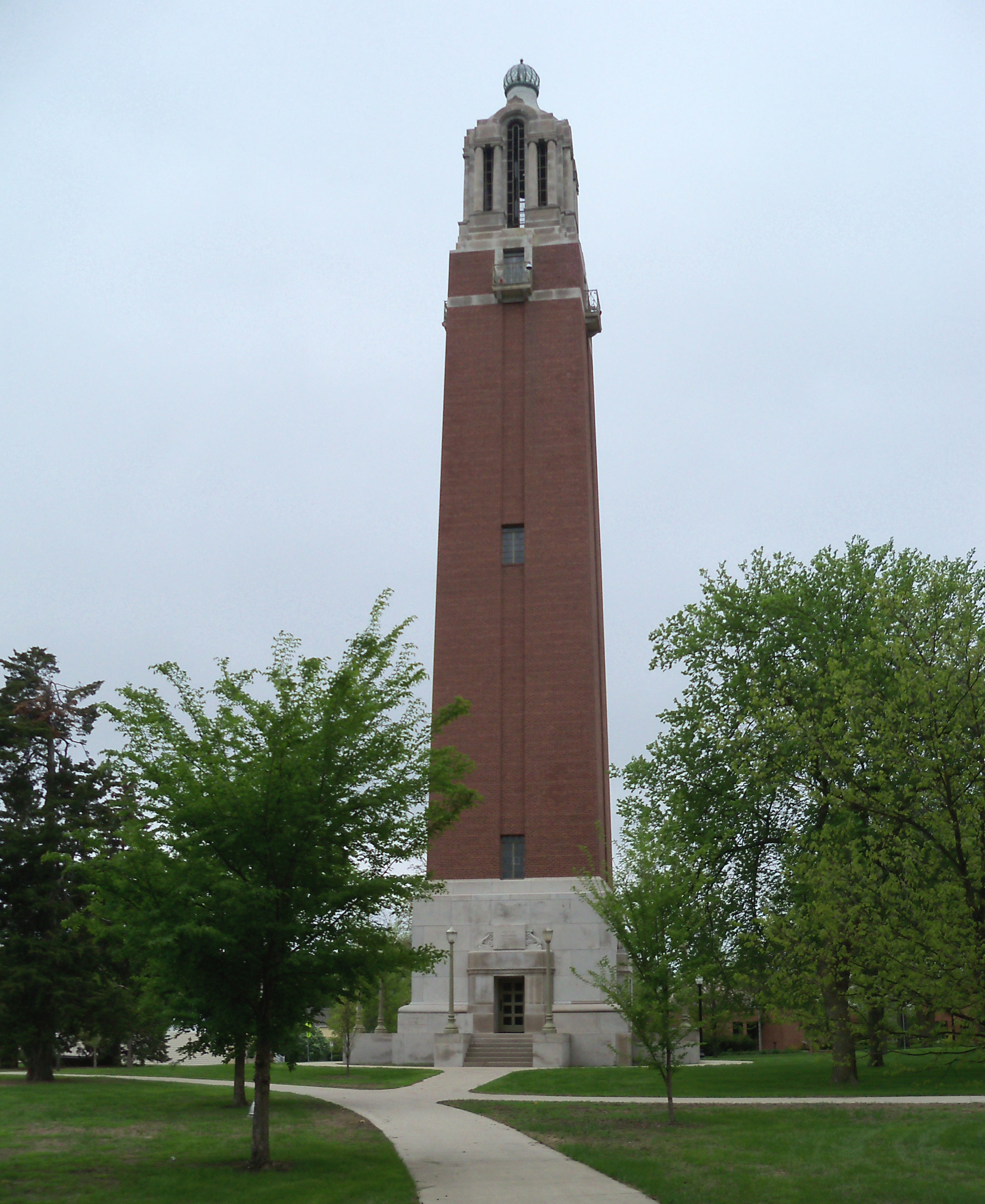
Der Coughlin Campanile ist einer von 41 Einträgen des Countys im NRHP.

41 Bauwerke und Stätten des Countys sind im National Register of Historic Places (NRHP) eingetragen (Stand 30. Juli 2018).

## Demografische Daten
Nach der Volkszählung im Jahr 2010 lebten im Brookings County 31.965 Menschen in 11.597 Haushalten. Die Bevölkerungsdichte betrug 15,5 Einwohner pro Quadratkilometer. In den 11.597 Haushalten lebten statistisch je 2,4 Personen.
Ethnisch betrachtet setzte sich die Bevölkerung zusammen aus 93,8 Prozent Weißen, 0,9 Prozent Afroamerikanern, 1,1 Prozent amerikanischen Ureinwohnern, 2,1 Prozent Asiaten, 0,1 Prozent Polynesiern sowie aus anderen ethnischen Gruppen zusammen; 1,4 Prozent stammten von zwei oder mehr Ethnien ab. Unabhängig von der ethnischen Zugehörigkeit waren 2,0 Prozent der Bevölkerung spanischer oder lateinamerikanischer Abstammung.
18,7 Prozent der Bevölkerung waren unter 18 Jahre alt, 71,2 Prozent waren zwischen 18 und 64 und 10,1 Prozent waren 65 Jahre oder älter. 48,8 Prozent der Bevölkerung war weiblich.

Das jährliche Durchschnittseinkommen eines Haushalts lag bei 46.101 USD. Das Pro-Kopf-Einkommen betrug 22.036 USD. 18,8 Prozent der Einwohner lebten unterhalb der Armutsgrenze.

## Ortschaften im Brookings County
| Citys - Arlington1 - Brookings - Bruce | - Elkton - Volga - White | Towns - Aurora - Bushnell - Sinai |

Census-designated place (CDP)
- Lake Poinsett2

Andere Unincorporated Communities
- Ahnberg
- Medary

1 – überwiegend im Kingsbury County

2 – teilweise im Hamlin County

## Gliederung
Das Brookings County ist neben den sechs Citys und drei Towns in 23 Townships eingeteilt:
| Township           | Einwohner (2020) | FIPS     |
| ------------------ | ---------------- | -------- |
| Afton Township     | 212              | 46-00380 |
| Alton Township     | 265              | 46-01260 |
| Argo Township      | 227              | 46-02100 |
| Aurora Township    | 257              | 46-02820 |
| Bangor Township    | 145              | 46-03460 |
| Brookings Township | 181              | 46-07620 |
| Elkton Township    | 102              | 46-18740 |
| Eureka Township    | 206              | 46-20140 |

| Township                | Einwohner (2020) | FIPS     |
| ----------------------- | ---------------- | -------- |
| Lake Hendricks Township | 239              | 46-35380 |
| Lake Sinai Township     | 169              | 46-35580 |
| Laketon Township        | 163              | 46-35620 |
| Medary Township         | 1421             | 46-41780 |
| Oak Lake Township       | 84               | 46-46340 |
| Oakwood Township        | 202              | 46-46440 |
| Oslo Township           | 212              | 46-47860 |
| Parnell Township        | 179              | 46-48540 |

| Township          | Einwohner (2020) | FIPS     |
| ----------------- | ---------------- | -------- |
| Preston Township  | 136              | 46-51900 |
| Richland Township | 134              | 46-54460 |
| Sherman Township  | 268              | 46-58460 |
| Sterling Township | 414              | 46-61620 |
| Trenton Township  | 188              | 46-63980 |
| Volga Township    | 363              | 46-67740 |
| Winsor Township   | 126              | 46-72260 |